# مور (اکلاهما)
مور(به انگلیسی: Moore) شهری در ایالت اکلاهما کشور ایالات متحده آمریکا است که جمعیت آن در سرشماری سال ۲۰۱۰ میلادی، ۵۵٬۰۸۱ نفر بوده‌است.